# 1255
Évszázadok: 12. század – 13. század – 14. század
Évtizedek: 1200-as évek – 1210-es évek – 1220-as évek – 1230-as évek – 1240-es évek – 1250-es évek – 1260-as évek – 1270-es évek – 1280-as évek – 1290-es évek – 1300-as évek
Évek: 1250 – 1251 – 1252 – 1253 –  1254 – 1255 – 1256 – 1257 – 1258 – 1259 – 1260

## Események

### Határozott dátumú események
- március 28. – A Bajor Hercegség két részre szakad a Wittelsbachok között. (Alsó-Bajorország trónját XIII. Henrik, Felső-Bajorországét pedig II. Lajos szerzi meg.)

### Határozatlan dátumú események
- II. Theodórosz nikaiai császár  a bolgárok ellen indít hadjáratot Trákia visszafoglalására. (1256-ban sikeresen fejezi be a hadjáratot.)
- A Nassaui Grófság két részre szakad. (A grófság csak 1806-ban egyesül újra.)
- Lisszabon lesz Portugália fővárosa.
- A bourges-i gótikus székesegyház építésének befejezése.
- II. Ottokár cseh királya pápa kívánságára térítő hadjáratot vezet a pogány poroszok ellen,[1] melynek során a Német Lovagrend megalapítja Königsberget.[2]
- Möngke mongol nagykán elindítja a Hülagü mongol kán vezette mongol sereget, hogy meghódítsa Délnyugat-Ázsia muzulmán országait.
- Besztercebánya városi kiváltságokat kap.[3]

## Születések
- július – I. Albert német király (†1308)
- Adolf német király († 1298)
- Duccio di Buoninsegna, sienai festő († 1319)
- III. András vlagyimiri nagyfejedelem († 1304)

## Halálozások
- Batu kán, mongol uralkodó, az Arany Horda alapítója (* 1207 k.)
- Szundzsata Keita mali király a Mali Birodalom uralkodója